# Confederation of International Trading Houses Associations
A Confederation of International Trading Houses Associations (CITHA) é a organização guarda-chuva do comércio exterior europeu, com sede em Bruxelas. Ela representa os interesses da indústria na União Europeia em relação aos políticos, as autoridades, a mídia e a sociedade civil. Seus membros são associações líderes e guarda-chuva de empresas de comércio exterior de vários países europeus. CITHA fala por cerca de 350.000 negócios e empresas. O setor é caracterizado por empresas de médio porte e empresas familiares. A associação está registrada como uma Organização Não Governamental (ONG) em Bruxelas e reconhecida como tal pela Comissão Europeia, Fundo Monetário Internacional (FMI), Banco Mundial, OCDE, Organização Mundial do Comércio (OMC) e Conferência das Nações Unidas sobre Comércio e Desenvolvimento (UNCTAD).

## História
Em 1956, um pequeno grupo de empreendedores comerciais escandinavos começou a se reunir regularmente. Neste chamado Clube de Estocolmo, eles trocaram opiniões sobre suas atividades de comércio exterior e desafios com governos estrangeiros. Pouco tempo depois, empresários alemães e holandeses também se juntaram a este clube. Em 1971, a associação CITHA foi fundada como uma organização guarda-chuva de suas então dez associações nacionais associadas.

## Organização
A associação é chefiada por um diretoria com um presidente. O empresário alemão Jan Krückemeyer é presidente da associação desde 2017. Ele sucedeu assim Hans-Jürgen Müller, que ocupou este cargo de 2010 a 2016. O vice presidente é o empresário espanhol Antonio Bonet. Os negócios operacionais são administrados pelo Secretário Geral. O Secretário Geral é Gregor Wolf. O secretariado é fornecido pela Associação Federal de Comércio Exterior da Alemanha (BDEx). O escritório da associação está localizado em Bruxelas (Avenue des Nerviens 85, 3º andar, B-1040).

## Membros
Os membros da Associação Européia de Comércio CITHA são
- Associação Federal do Comércio Exterior Alemão e.V. (BDEx)
- Associação Federal de Comércio Atacadista, Comércio Exterior, Serviços e.V. (BGA)
- Associação Francesa de Comércio por Atacado e Exportação (CGI)
- Comércio Suíça
- Associação Internacional do Comércio do Aço (ISTA)
- Associação Comercial Italiana de Exportação (AICE)
- Associação Austríaca de Varejo (ASSOCIAÇÃO AUSTRIAN RETAIL ASSOCIATION)
- Associação Comercial Espanhola de Exportadores e Inversores